# (5365) Fievez
(5365) Fievez es un asteroide perteneciente al cinturón de asteroides, descubierto el 7 de marzo de 1981 por Henri Debehogne y el también astrónomo Giovanni de Sanctis desde el Observatorio de La Silla, Chile.

## Designación y nombre
Designado provisionalmente como 1981 EN1. Fue nombrado Fievez en honor al pionero de la astrofísica en Bélgica Charles Fievez. Su carrera científica en el Observatorio Real de Bruselas fue corta (1877-1890) pero muy fructífera. En 1880 fundó el primer laboratorio espectroscópico en Bélgica. Publicó dos docenas de trabajos sobre espectroscopía, incluido un atlas del espectro solar, y en 1885 observó el efecto ensanchador de las líneas espectrales debido a la presencia de un campo magnético (aunque sin encontrar la interpretación correcta) once años antes que Pieter Zeeman.

## Características orbitales
Fievez está situado a una distancia media del Sol de 2,219 ua, pudiendo alejarse hasta 2,431 ua y acercarse hasta 2,007 ua. Su excentricidad es 0,095 y la inclinación orbital 1,602 grados. Emplea 1207,90 días en completar una órbita alrededor del Sol.

## Características físicas
La magnitud absoluta de Fievez es 14,4. Tiene 2,829 km de diámetro y su albedo se estima en 0,42. 